# Marcelado

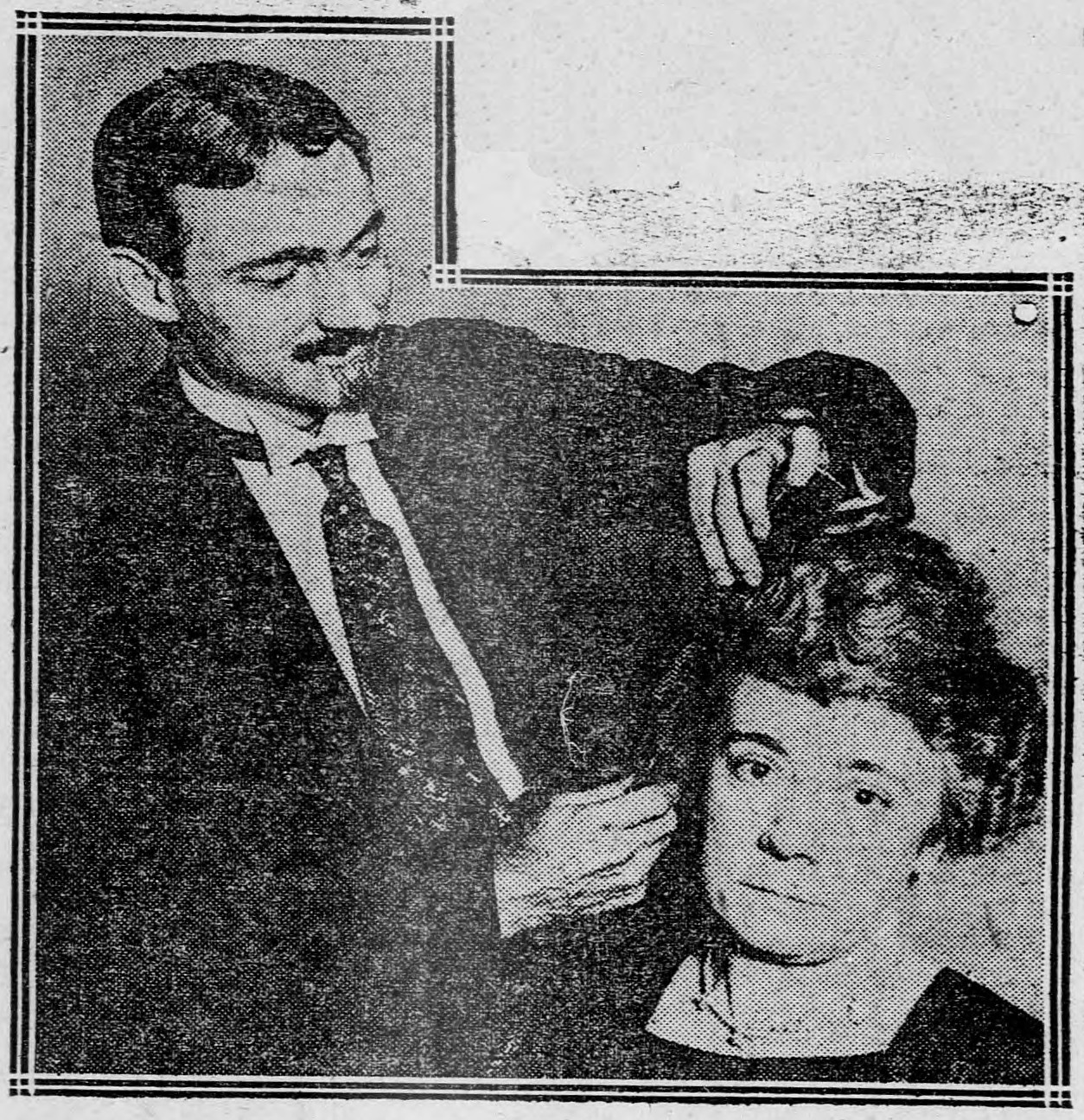
El peluquero François Marcel, marcelando el cabello de su esposa en 1922

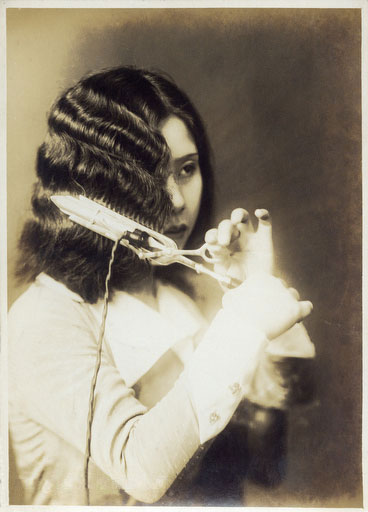
Una mujer marcelando su propio cabello

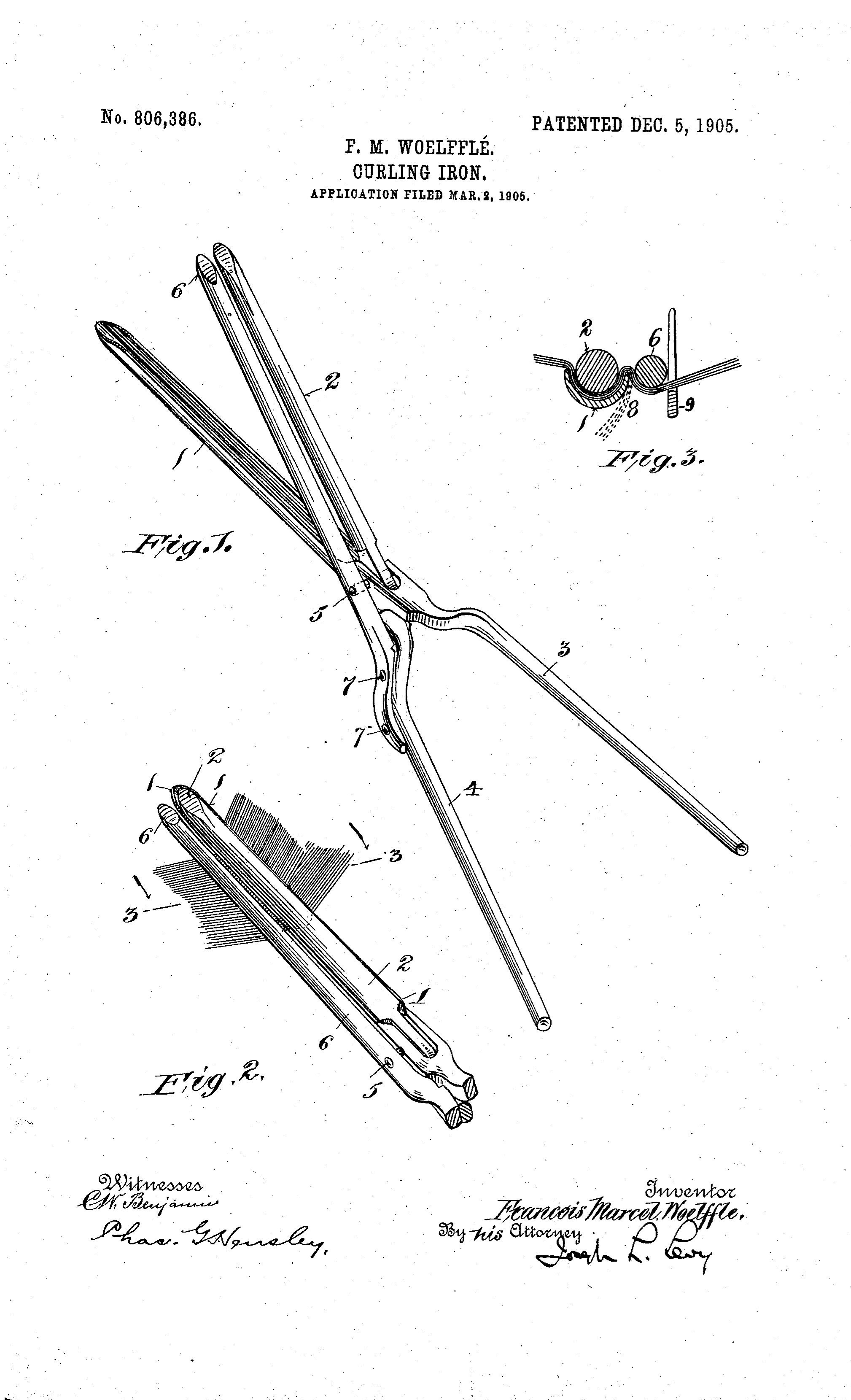
Utensilios para rizar el cabello patentados por Marcel

El marcelado es una técnica de peinado en la que se utilizan pinzas calientes para producir rizos en el cabello. Su apariencia era similar a la de una onda de dedo, pero se crea utilizando un método diferente. 
El cabello marcado era un estilo popular entre las mujeres durante la década de 1920, a menudo junto con un corte bob. Para aquellas mujeres que tenían el cabello más largo, era común atar el cabello en la nuca y sujetarlo por encima de la oreja con una elegante horquilla o flor. Una famosa usuaria fue Joséphine Baker.

## Historia
Se conocen distintas versiones sobre la invención del estilo, pero la creación de este peinado en 1870 (en 1872 o 1875, según fuentes) es ampliamente atribuida a Marcel Grateau (1852–1936). El inventor y estilista emigró a los Estados Unidos y cambió su nombre a François Marcel Woelfflé, a veces citado como François Marcel. Se le concedieron patentes estadounidenses sobre los utensilios empleados para realizar la técnica; la primera, la patente estadounidense 806386, titulada "Curling-Iron" (plancha de rizado), se publicó en 1905,  y la segunda, titulada "Hair-Waving Iron", para una versión eléctrica, bajo el nombre de François Marcel, se publicó en 1918. En su obituario apareció bajo el nombre de Francois Marcel Grateau en 1936.

## Cultura popular
- La canción Keep Young and Beautiful, popular en 1934, hace referencia al peinado de Marcel.[6]
- El grupo de doo-wop, The Marcels, lleva el nombre del peinado.[7][8]
- Una técnica industrial que permite fabricar piezas metálicas onduladas se denomina "marcelado".[9]